# Grove (Geeste)
Die Grove ist ein knapp neun Kilometer langes Fließgewässer im Landkreis Cuxhaven in Niedersachsen. Sie entspringt im Laaschmoor südlich von Wehdel und wird durch einen Überlauf aus dem Silbersee gespeist. Sie verläuft zunächst in östliche Richtung und ändert ihren Verlauf südwestlich von Geestenseth bzw. nordwestlich von Wollingst in nördlich bis nordwestliche Richtung. Hier fließt ihr der Wollingster Grenzgraben von rechts zu. Zwischen Wehdel und Geestenseth unterquert sie kurz hintereinander die Landesstraße 143 und die Bahnstrecke Bremerhaven–Buxtehude und verläuft dann in nördliche Richtung östlich an Altluneberg vorbei. Einen guten Kilometer nördlich von Altluneburg mündet sie im Naturschutzgebiet „Geesteniederung“ als linker Nebenfluss in die Geeste.
Die Grove ist auf nahezu ihrer gesamten Länge ausgebaut, hat dabei aber teilweise einen naturnahen, noch mäandrierenden Verlauf behalten. Lediglich ein nordwestlich von Wollingst durch einen alten Auwald- und Bruchwaldrest verlaufende Teil des Oberlaufs der Grove hat größtenteils noch seinen natürlichen Verlauf mit Mäandern, Prall- und Gleithängen. In diesem Bereich wurde in den 1930er-Jahren südlich des ursprünglichen Gewässerverlaufs eine neue Grove gebaut, die über Verbindungskanäle mit dem alten Bachlauf verbunden ist. Die beiden Bäche vereinen sich etwas oberhalb der Einmündung des Wollingster Grenzgrabens.
Die Grove durchfließt eine überwiegend von Grünland geprägte Niederung in einem Geesttal. Um anadromen Wanderfischen wie der Meerforelle und dem Flussneunauge geeignete Laichplätze zu bieten, wurden im Oktober 2007 im Bereich des Oberlaufs Kiesbecken angelegt. Ab etwas oberhalb der Mündung des Wollingster Grenzgrabens ist die Grove Bestandteil des FFH-Gebietes „Niederung von Geeste und Grove“.
Die Grove verfügt über weite Strecken über eine artenreiche Wasservegetation mit Schwimmblattpflanzen und flutender Unterwasservegetation. In der Grove kommen z. B. Aal, Barsch, Brasse, Gründling, Güster, Hecht, Kaulbarsch, Meerforelle, Rotauge, Rotfeder, Schleie, Stichling, Bach- und Flussneunauge vor.